# Loricrine
La loricrine est une protéine qui s'observe sous forme de granules dans le cytoplasme des kératinocytes du stratum granulosum. Les grains de loricrine, très basophiles, sont détectables en immunohistochimie. La loricrine n'est associée à aucune structure morphologiquement individualisable.
La proportion relative de la loricine dans l’enveloppe cornée est de 70 % et est donc très largement la protéine la plus abondante. Son gène est le LOR situé sur le chromosome 1 humain.